# Семана Санта

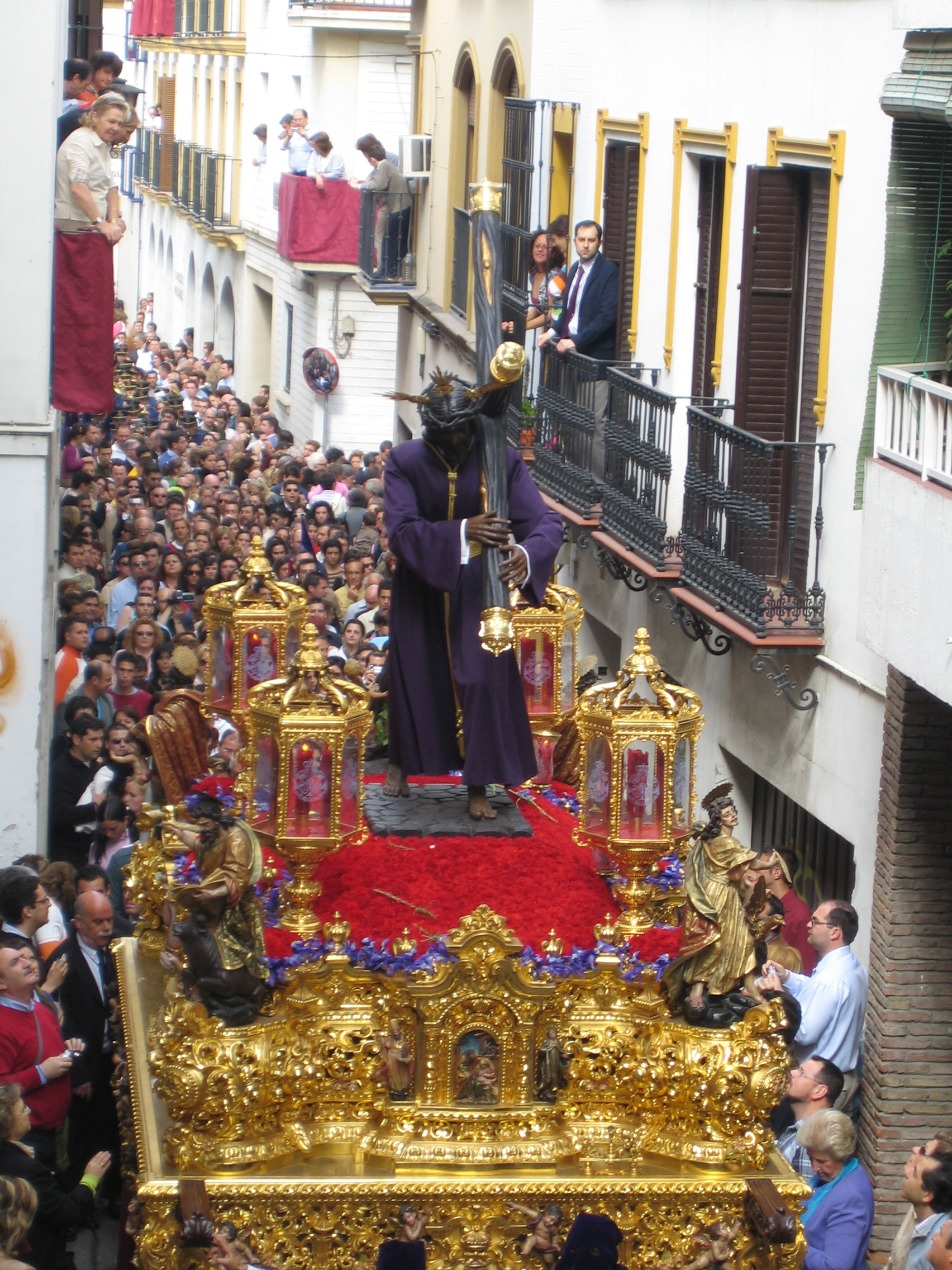
Семана Санта в Севилье

Семана Санта, Страстная неделя (исп. Semana Santa) — неделя, предшествующая Пасхе, время проведения церковных праздников в Испании. По всей Испании ежедневно совершается множество религиозных процессий, проходящих маршрутами от церкви к церкви.
В наиболее крупных городах в день может состояться более 30 разных процессий. Процессии представляют собой колонны людей, организованных местными религиозными братствами (эрмандад), состоящими из местных жителей. Люди переносят пышно украшенные пасо, исполняют религиозную музыку. Шествия детально организованы братствами, и каждая деталь праздника регулируется традициями.
Эти шествия имеют местные особенности. Различается музыка, символика, которой украшены пасос, форма одежды шествующих.
Пасо являются характерной чертой Святой недели в Испании. Это платформы, с расположенными на них фигурами религиозного содержания. Иногда это одиночные фигуры Иисуса или Девы Марии, иногда же это целые скульптурные группы, перевозимые на специальных повозках.
Как наблюдающие, так и участвующие в шествиях не сдерживают эмоций. Люди плачут, при виде сцен из последних дней жизни Христа, или же, наоборот, впав в религиозный экстаз начинают смеяться, петь песни, танцевать.

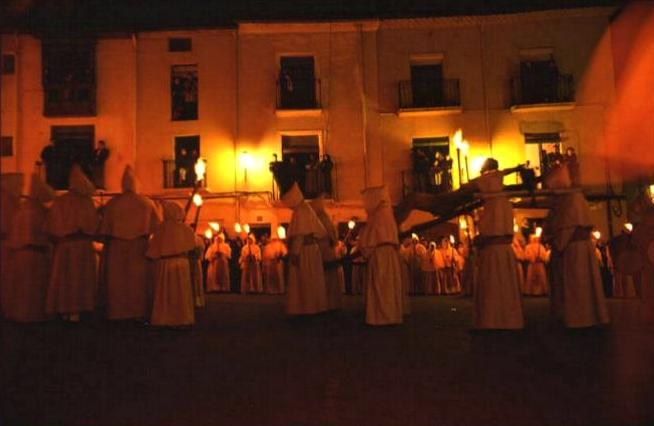
Семана Санта в Саморе

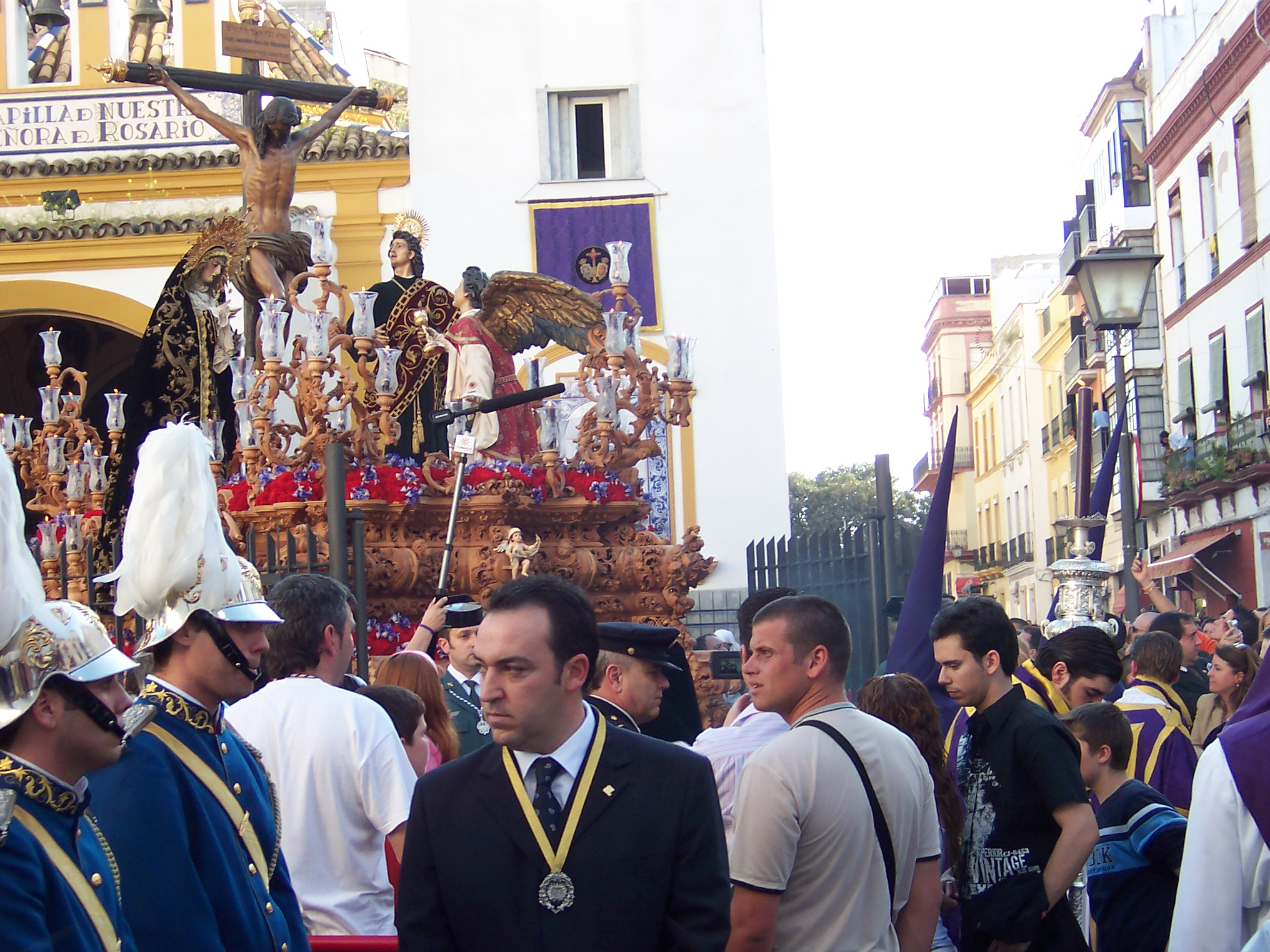

На улицах примыкающих к маршруту процессии, ставят стулья и столики, чтобы люди могли отдохнуть и подкрепиться. Традиционные закуски — торрихас — гренки из хлеба, пропитанного вином (или молоком), облитые яйцами, мёдом (сахаром, сиропом), и фламенкины, жаренные во фритюре ломтики телятины, в которые завёрнуты ветчина холодного копчения и сыр.
Почти повсеместно в Испании конец Святой недели означает начало сезона боя быков. В Аркос-де-ла-Фронтера в Пасхальное воскресенье происходит местный вариант «бега быков», а в Малаге с пасхальной мессы проходит первая в сезоне коррида.
В 2018 году Юнеско объявил Страстную неделю в Испании проявлением нематериального культурного наследия человечества.

#### История пасхальных шествий
История религиозных братств, участников пасхальных шествий началась в конце XV века. Вначале религиозные шествия были достаточно скромными. Участвовали два типа братьев. Первые бичевали себя, испытывая страдания в подражание Страстям Господним. Вторые несли факелы и деревянное распятие. В середине XVI века появились первые скульптурные изображения распятого Христа и первые носилки со сценами Страстей.

#### Как празднуется страстная неделя (Semana Santa)
Во время страстной недели по традиции испанцы отмечают три события, это страдания, смерть и воскресение Иисуса Христа. С утра в вербное воскресение испанцы украшают свои балконы пальмовыми листьями, цветами и гобеленами с изображениями Иисуса Христа и Девы Марии. По улицам проходит первое шествие горожан, они ведут по улице ослика подгоняя его пальмовыми ветвями. Это шествие символизирует вход Иисуса в Иерусалим. Все семь дней в храмах проходят праздничные мессы. В пятницу начинаются траурные процессии, которые называются, Святое погребение (Procesión del Santo Entierro). Субботнюю ночь католики проводят в ожидании воскрешения господа, в воскресенье проходят праздничные шествия в которых братья меняют траурные одежды на праздничные, а оркестры следующие за ними играют уже праздничные мелодии вместо траурных.